# 名鉄モ880形電車
名鉄モ880形電車（めいてつモ880がたでんしゃ）は、1980年（昭和55年）に名古屋鉄道（名鉄）が新製した路面電車である。
導入以降美濃町線・田神線で運用されていたが、2005年（平成17年）春の美濃町線・田神線廃止により余剰となった。その後、福井鉄道（福鉄）が福武線活性化の一環として低床車を導入することになり、本形式を譲り受け2006年（平成18年）から福井鉄道880形電車として運用を開始した。本項では福井鉄道譲渡後の運用も記述する。

## 名古屋鉄道（1980年 - 2005年）

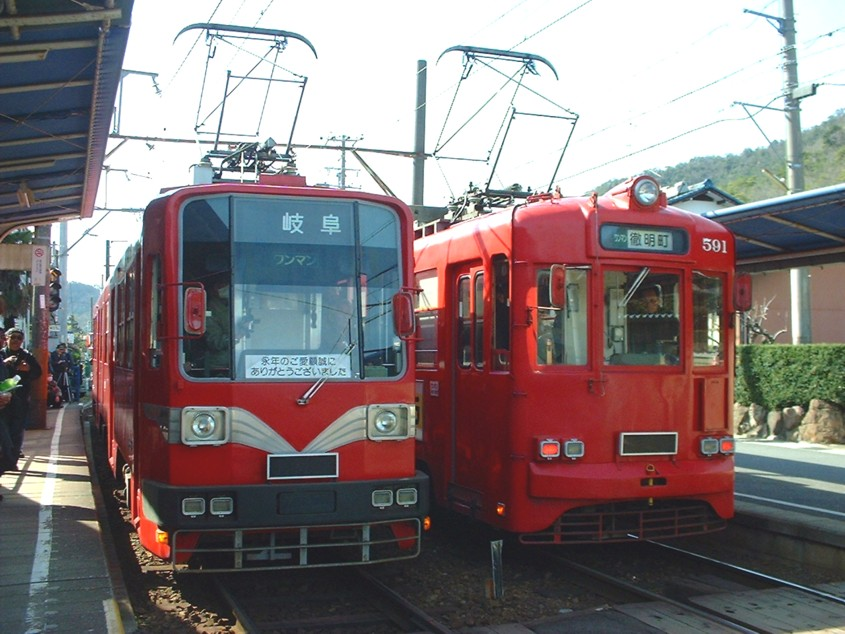
モ880形（左）とモ590形の離合 （野一色駅 2005年3月）

### 概要
2車体を中間台車によって接続する連接車で、日本車輌製造により880-881 - 888-889の全5編成10両が1980年（昭和55年）に製造されて順次投入された。その結果、新関駅方面と、美濃町線・田神線・各務原線を経由して新岐阜駅（現在の名鉄岐阜駅）とを結ぶ列車は、15分間隔での運行が行われるようになった。台車は空気ばね式で、従来車両と比べて乗り心地の改善も図られた。車体側面には上段下降・下段上昇式二段窓が並んでいる。室内の連結部分は鍵穴風の形状となっており、座席は、他の電車にはあまり見られないFRP成型のものに一人分ずつの背ずりと座布団を敷いたものであった。登場当初は、長時間停車時に車内にBGMを流す機能もあった。
架線電圧が直流電化600Vの美濃町線・田神線から直流1500Vの各務原線へ乗り入れるため、複電圧対応車両となっていた。
当初は非冷房車として登場したが、1991年（平成3年）から1993年（平成5年）に順次、三菱電機製の冷房装置を搭載する改造がなされた。しかし冷房は600V区間のみ対応で各務原線内では作用しなかった。始発駅となる新岐阜駅は1500V区間にあり、同駅での発車待ち時間中は、夏には冷房が効かず、「サウナ電車」という有難くないあだ名をつけられたこともあった。
そのような問題はあったが、美濃町線では新岐阜 - 新関間列車が中心となったこともあって、モ600形とともに田神線、美濃町線の主力的な存在であった。また、この車両の先頭デザインは、当初「名鉄ばなれしている」とも評されたが、この後のモ770形やモ780形も先頭には類似のデザインが採用され、結果的には名鉄路面電車の新世代車両の出発点ともなった。2000年（平成12年）にはワンマン運転対応改造も施工された。

メンテナンスフリーとするため、補助電源装置は静止型インバーターを採用した。

### 車両譲渡
2005年（平成17年）に美濃町線・田神線が廃止されたことで運用を離脱し、福井鉄道へ譲渡された。ただし元々鉄道線との乗り入れを行っていたモ770形に比べ、当形式は歯車比の変更など高速化改造が必要なため、同じく福井鉄道に譲渡されたモ800形・モ770形より搬出は遅れ、2006年（平成18年）3月末になってようやく全車両が福井鉄道に搬出された。

## 福井鉄道（2006年 - ）

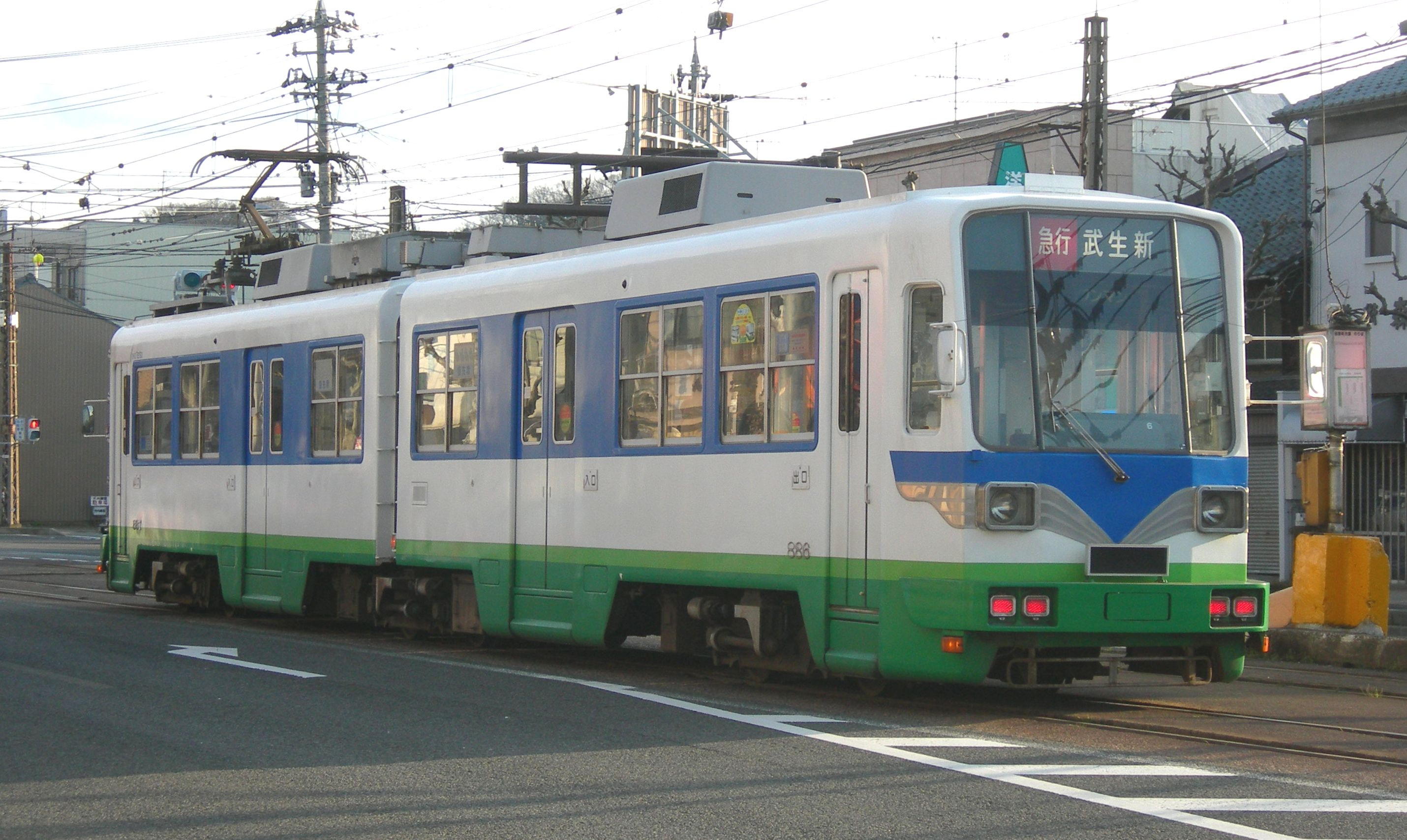
福井鉄道880形 （足羽山公園口駅 2009年3月）

### 運行開始
福井鉄道では、2006年（平成18年）4月21日より運行を開始した。ただし、当初は歯車比など下回りにかなりの改造が加えられた影響か、車両不具合のため運用休止が多発。5月中旬より順次復帰している。
車体塗装は白を基調としており、前面部窓の下と飾り部分の間、および側面部の窓部分に青帯、車両下部に黄緑と緑の帯が塗装されている。それぞれの色が、福井県の雪、海、野、山を表現している。また、側面部の運転席側ドア付近に福井鉄道のロゴマークが配されている。このデザインは、同じく福井鉄道に譲渡されたモ800形・モ770形も共通である。
走行機器は歯車比の変更、弱め界磁機能の追加、単電圧化等が行われた。集電装置は菱形パンタグラフからシングルアーム式パンタグラフに換装されている。
2016年（平成28年）3月27日から福井鉄道とえちぜん鉄道三国芦原線の相互直通運転が開始されたが、770形と異なり、本形式は直通運転用の改造は実施されなかった。

### 運行開始後の動向
2013年（平成25年）公表の福井鉄道福武線活性化連携協議会の資料では、770形・880形については全編成を対象に老朽化による更新時期に合わせ、更に利便性、快適性の高い低床車両(LRV)に更新を検討していくとしていた。しかし予算の関係から一部編成については延命工事とする方針が示され、まず2021年（令和3年）3月に、888-889編成が東洋電機製造の電装品により、走行装置がVVVFインバータ制御・回生ブレーキ装備に更新された。
新たな主電動機（TDK6256-A）は、小形・軽量・高効率の自己通風方式の三相かご形誘導電動機で、1時間定格は60 kWまで出力を向上した。従来の直流直巻電動機（TDK8430-A）とは台車取り付けの互換性をもち、台車側を構造変更することなく吊り替え可能な設計としている。VVVFインバータ（RG6039-C-M）は、SiCハイブリッドモジュールを適用したIGBT素子により、熱損失の低減および小型化を実現した三相2レベルインバータとし、主電動機4台駆動に対応するものとした。また、PWM制御の非同期領域にはランダム変調を適用することにより、電磁音およびノイズ低減を実現している。ブレーキは既存のSME空気ブレーキには手を加えず、新造した主幹制御装置（マスコン、ES916-B-M）で回生ブレーキを操作し、停止時に空気ブレーキを運転手の独立した操作で扱ってブレーキを補足する仕組みとしている。同時に車内照明もLED化したほか、空調装置を高効率化したものに更新して、消費電力を改造前より45.8%削減している。
これらの更新改造は2022年5月までに882－883編成と886－887編成にも施行され、この3編成は実質再生可能エネルギー100％での運行が可能となった。
2022年2月3日に行われた福井鉄道福武線活性化連携協議会で、新設計のLRVの導入計画時期を公表。同年5月23日に福井鉄道は、2023年にF1000形同様に低床型、バリアフリーにも対応し、使用電力量は880形と比べて30%以上削減される見込みの新型車両「F2000形」を導入することを発表した。
F2000形導入により未更新車のうち880－881編成が引退する予定とされ、実際に2022年11月27日付で除籍された。除籍後の2024年1月10日、福井鉄道が前面排障器にラッセル装置を取り付けた同編成の写真を公開し、今後軌道線用の除雪車として活用することを明らかにした。

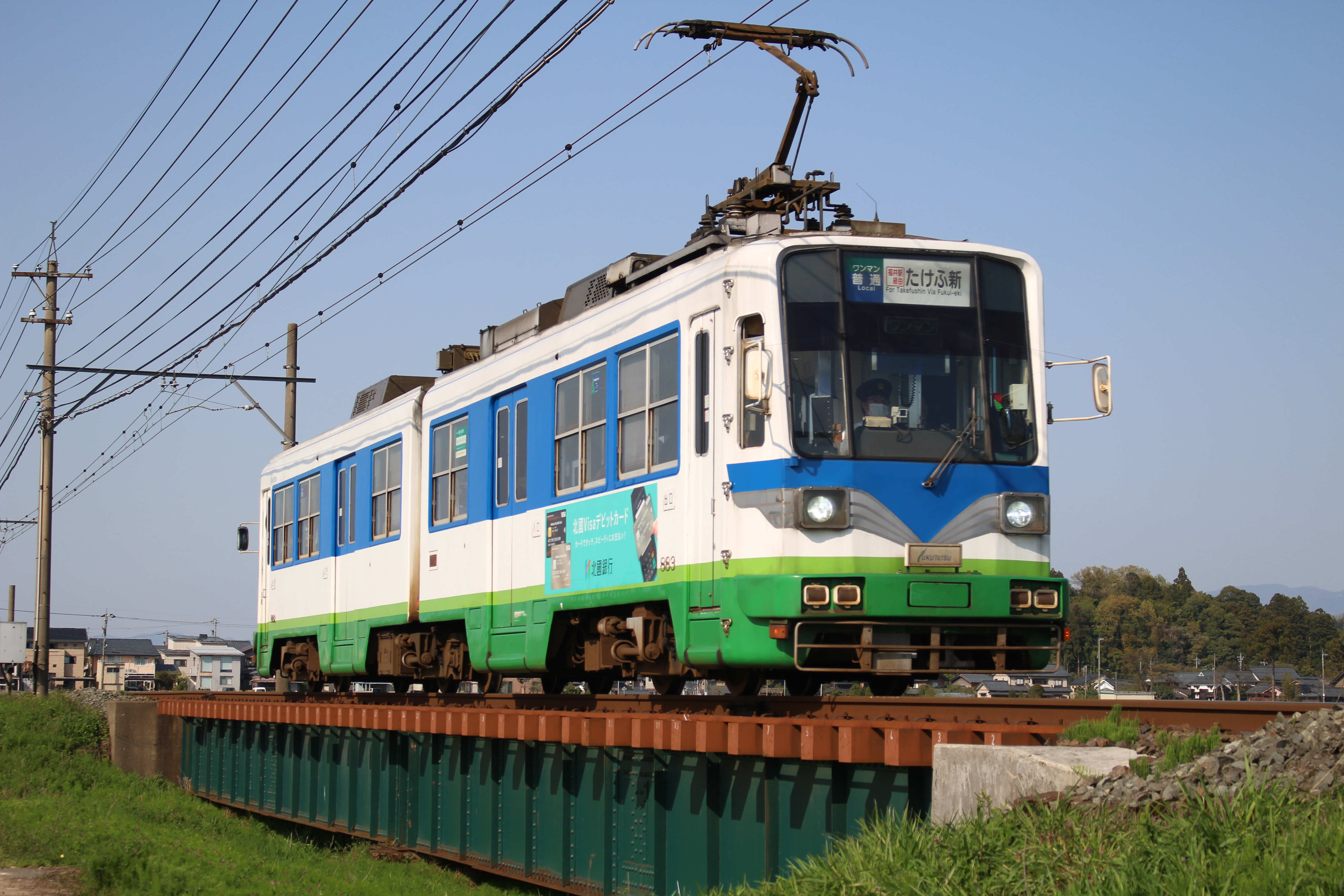
更新改造が施された882-883編成（三十八社駅～泰澄の里駅間　2024年4月）
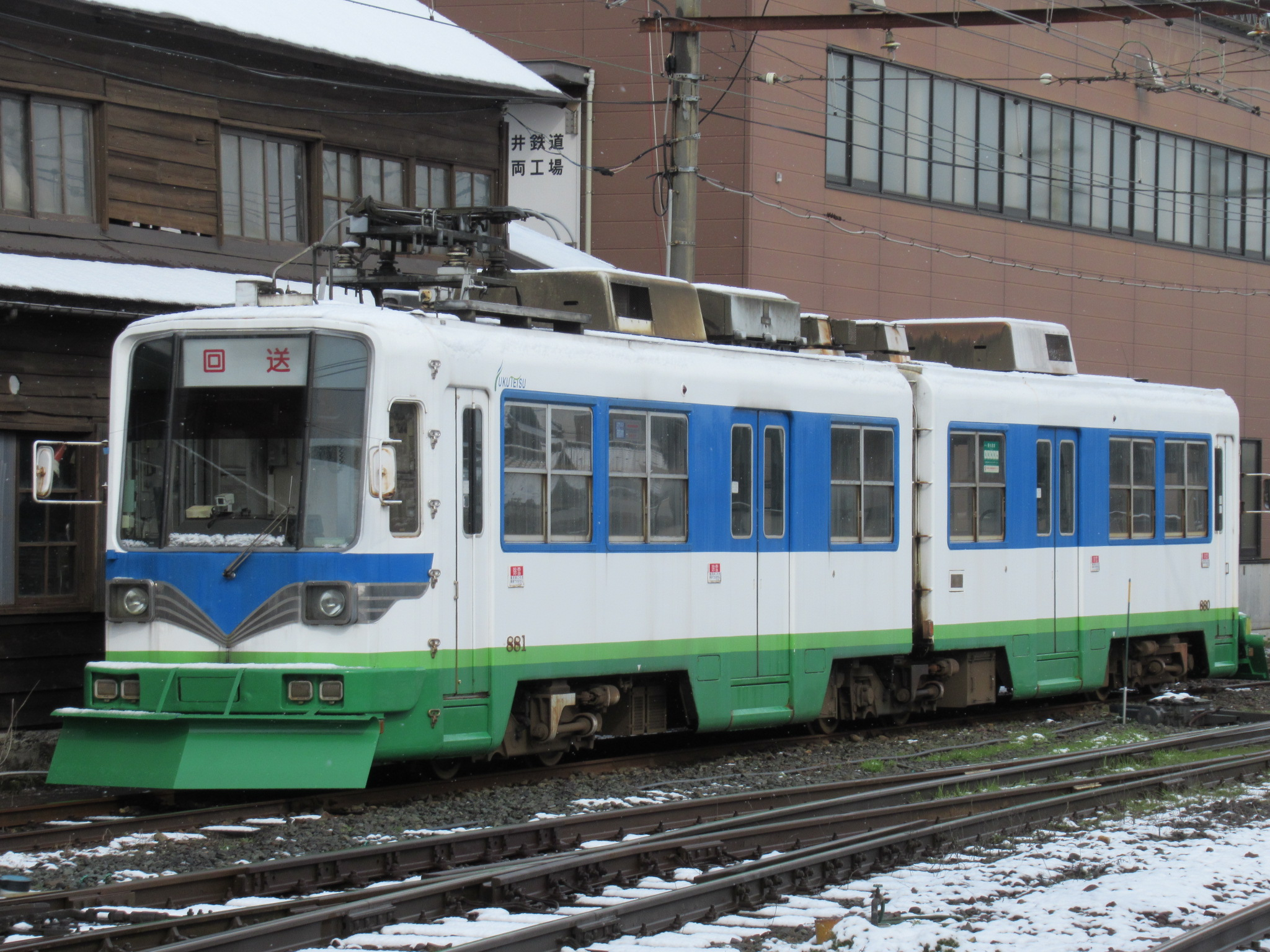
除雪車に転用された880-881編成（北府駅　2024年3月）